# Herb gminy Zakrzew (województwo mazowieckie)
Herb gminy Zakrzew – jeden z symboli gminy Zakrzew, ustanowiony 26 maja 2009.

## Wygląd i symbolika
Herb przedstawia na tarczy koloru czerwonego wspiętego złotego lamparta z czarnymi cętkami, trzymającego w łapach kłos zboża. Jesto to nazwiązanie do herbu Lewart i rolnictwa gminy.